# Sint-Lambertuskerk (Helden)

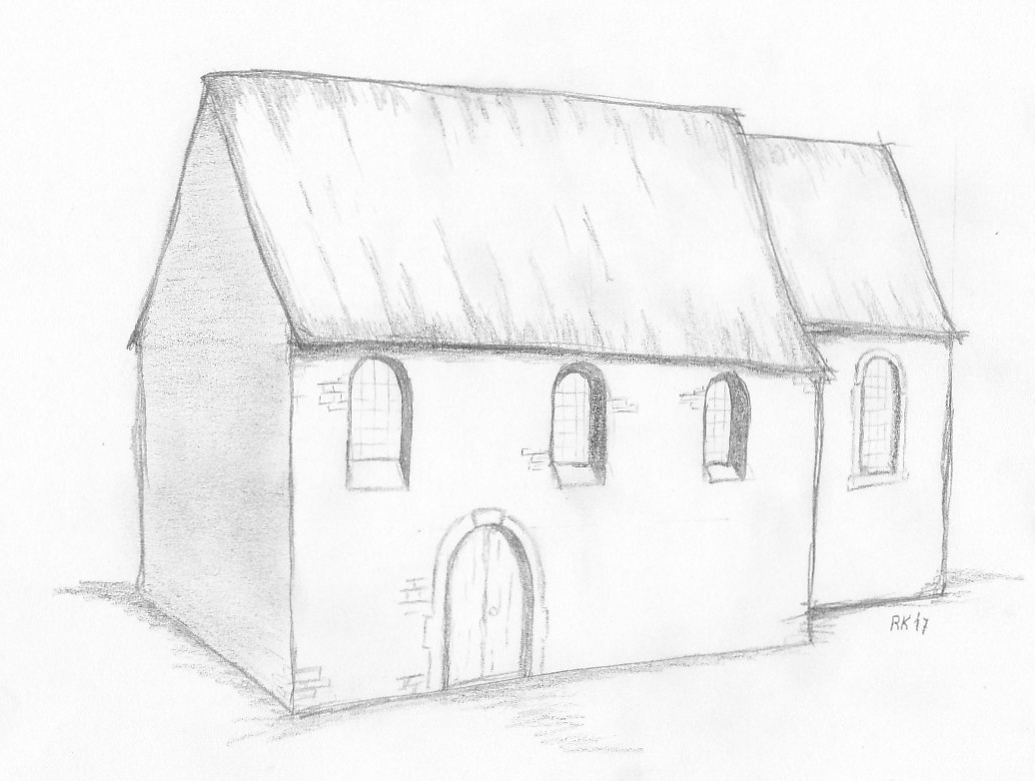
Impressie van een stenen zaalkerkje, mogelijk voorganger van de 15e-eeuwse kerk in Helden

De Sint-Lambertuskerk is de parochiekerk van de Nederlands-Limburgse plaats Helden waarvan de oorsprong middeleeuws is. De huidige kerk dateert uit de jaren 1950 van de twintigste eeuw. Herbouw vond plaats nadat de kerk in de Tweede Wereldoorlog geheel was vernield. Het gebouw aan het Mariaplein is opgenomen in het register van rijksmonumenten. Naast de kerk staat een Heilig Hartbeeld.

## Geschiedenis
De eerste vermelding van een kerk in Helden stamt uit 1230. In dat jaar schonk Willem I van Horne, het gehele patronaatsrecht van de kerken van Halen (Haelen), Rogle (Roggel), en Heldele (Helden) aan de abdij van Averbode in Vlaanderen. Over hoe het kerkgebouw er toen exact uitzag is niets bekend. Mogelijk is de eerste kerk van hout geweest. Afgaande op de bouwgeschiedenis van de kerken uit het naburige Kessel, Blerick, Horst, Swolgen en Sevenum betrof het in de oorkonde genoemde kerk waarschijnlijk een stenen zaalkerkje met fundamenten uit oersteen, bestaande uit een schip met een wat smaller rechthoekig koor. In de 14e eeuw werd tegen de westzijde van het gebouwtje een toren geplaatst, waarvan de onderste geleding tot aan de verwoesting in 1944 is blijven staan.

### Late gotiek
In de 15e eeuw werd het oude kerkje vervangen en kwamen het schip, het koor en de bovenste drie geledingen van de toren tot stand in laat-gotische stijl. In een open plakkaat van 10 juni 1455 getuigt de toenmalige pastoor dat “den gheysteliken heren de Karthuseren van Ruremund … gegeven hebben … in behouff der tymmerynghen onzer kirke van Helden...”. Deze “tymmerynghen” kunnen duiden op bouwen, wat zou betekenen dat het kerkgebouw dateert van het midden van de 15e eeuw, of verbouwen of herstellen wat zou betekenen dat de kerk er reeds enige tijd stond op die datum. Dertig jaar na dato vindt reeds een kostbare verbouwing plaats. Het is niet duidelijk of het onderhoud of herstelwerkzaamheden na bijvoorbeeld een brand betrof. Documenten uit 1503 en 1537 geven aan dat er regelmatig onderhoud heeft plaatsgevonden.
In de tachtigjarige oorlog werd Helden geteisterd door oorlogshandelingen en plunderingen. In 1572 is de kerk door troepen van Willem van Oranje geplunderd en in brand gestoken. Van de kerk stonden alleen de muren nog overeind. Het feit dat bij de restauratie in 1880-1882 nog oude gewelfschilderingen uit 1520 werden aangetroffen duidt erop dat de gewelven niet waren ingestort. Een afbeelding van 1597 laat een kerktoren zonder spits zien en een kerk met dak. In 1616 werd geconstateerd dat de kerk ten gevolge van de oorlog (nog steeds?) beschadigd en onderkomen is:”… hun kerke duer die kryghstroubelen seer soude verdestrueert ende ondercommen wesen”. Voor de reparatie van de kerk wordt een bedrag ter waarde van 25 bunders (gemeinte) grond nodig geacht : "regardt nemende … op de seer quade gesteltenisse van voorz. kercke”. Wanneer de kerk precies hersteld werd, is niet bekend. Wel is bekend dat tussen 1633 en 1660 regelmatig onderhoud plaatsgevond, wat erop duidt dat de kerk in elk geval voor 1633 werd hersteld. In 1662 brandde de kerk door onbekende oorzaak opnieuw af, herstel volgde in hetzelfde jaar. Op een kaart uit 1685 is te zien dat de kerktoren weer een spits bezit.

### Restauratie toren
In 1771 werd de toestand van de toren onderzocht. De geconstateerde schade is groot, zoals blijkt uit het betreffende rapport: "Op heden den 12 april 1771 hebbe ick …den Thoren op de Parochie-Kercke aldaer beclommen ende gevisiteert, teffens bevonden, dat dessen Thoren met eenen omganck van Namsche Steenen is versien de welcke geensints soo dicht aen malkander Liggen, offte het afcommende water tusschen de Selve can penetreren, gelijck consteert uijt de verrottinge van ’t muyrwerck principael naer de West en Zuyd-zijde Dusdanigh het selve in verloop van weynigh tijds aen insincken, of omvallen, tot voorcomminge van welcke meerder bederf, ende Perijckel, mijns oordeels noodigh Datten omganck wordt afgenomen, het muyrwerck gevisiteert en afgebroken". Het duurde echter nog zeven jaar voordat de bouwtekeningen met volledige beschrijving gereed waren. In de jaren 1778-1782 werd de toren gerestaureerd.

### Negentiende eeuw
De sacristie dateert van 1849. Aan de noordzijde van de kerk werd tegen de ingang een doopkapel gebouwd. Restauraties van de kerk volgden in 1850, en 1860-1870.
Op 9 september 1876 werd de torenspits door bliksem getroffen en vernield. Hierop volgde een grote renovatie van de kerk. De toren werd circa 1,5 meter verhoogd om de nieuwe torenspits naar ontwerp van architect Johannes Kayser te verankeren. Een bliksemafleider werd geplaatst in 1877. In 1882 werden de gewelfschilderingen uit 1520 gerestaureerd en nagetrokken, waardoor het oude werk niet meer van het nieuwe te onderscheiden was. De kerk werd tussen 1885-1886 van binnen gerestaureerd. De buitenkant volgde in 1892.

### Tweede Wereldoorlog
Op 11 november 1943 werden de 2400 kg zware Lambertusklok uit 1574 en de 1260 kg zware Mariaklok uit 1760 door de Duitsers geroofd. De Lambertusklok kwam na de oorlog terug, maar moest opnieuw gegoten worden omdat hij gescheurd was. De Mariaklok is verloren gegaan. Op 14 november 1944 kregen de Sprengkommando’s van de reservecompagnie van het bataljon Hofmann van het 21e Fallschirmjägerregiment de opdracht om hoge gebouwen zoals kerktorens en molens die als waarnemingspost door de vijand konden worden gebruikt, te vernietigen. Op 15 november schrijft Heldenaar Pius Reijnen hierover in zijn dagboek: "De kerken in Dorp (Helden) en Panningen zijn met dynamiet geladen, kunnen alle momenten in de lucht vliegen". Op 17 november noteerde Reijnen: "Verschrikkelijke dag; de Duitschers hebben onze parochiekerk in de lucht laten vliegen; voormiddag zijn ze met de executie begonnen. Om 11 uur was het een ruïne". Van de toren bleek geen steen meer over. Het gewelf van het middenschip stortte volledig in. Delen van de gewelven van de zijbeuken bleven intact, evenals grote delen van het buitenmuurwerk en het merendeel van de pijlers. Op advies van dr. J.G.N. Renaud, specialist op het gebied van geschiedenis van de materiële cultuur der middeleeuwen, en met instemming van de Rijksdienst voor de Monumentenzorg werd besloten tot behoud van de resten van de kerk. De restanten zouden worden opgenomen in een monumentaal gebouw in laatgotische stijl. De architecten Jules Kayser en H. de Bruyn tekenden het ontwerp voor nieuwbouw. Op 21 september 1952 vond de eerste steen-zegening plaats. In 1953 kwam de nieuwe kerk gereed.

## Gebouw

### Situatie voor 1944
De vooroorlogse situatie van het kerkgebouw weerspiegelde in grote lijnen de situatie van de bouw in de 15e eeuw. Het kerkgebouw had een driebeukig, blind-basilicaal schip van vier traveeën in laatgotische stijl. Het iets later gebouwde eenbeukig koor met een travee werd afgesloten met een 5/8 veelhoek. Schip en koor waren voorzien van eenvoudige steunberen en kruis-rib gewelven. De spitsboogvensters waren voorzien van (nieuwe) harnassen met groefstenen tracering. De pijlers waren gelede langwerpige kruispijlers met aan de beukzijden (midden en zij) pilasters met schalken met geprofileerde achtzijdige kapitelen rustend op basementen. De zijmuren waren voorzien van pilasters met telkens een uitkragende schalk met kapiteel. De diagonaalribben en gordelbogen van de gewelven ontsprongen als voortzetting van de schalken rustend op de kapitelen. Langs de buitenmuren groeiden de schildbogen uit de pilasters. De spitse scheibogen, die het schip van de zijbeuken scheidden, waren een voortzetting van het pijlerlichaam, de schildbogen een voortzetting van de pilasters. Aan de middenbeukzijde waren de schildbogen aanmerkelijk hoger dan de scheibogen, zodat er telkens een boogtrommelvlakte ontstond (kenmerkend voor een blind-basilicale opzet). De sluitstenen in de middenbeuk lagen op 12,70 meter hoogte, die in de zijbeuken op 9,55 meter. De verhouding tussen de pijlerassen en de hartlijnen van de zijmuren was 1:2:1.
De gewelven waren beschilderd met motieven van bloemen, ranken, tekens uit de dierenriem en borstbeelden van heiligen. Door de restauratie van 1882 was het oude werk niet meer van het nieuwe te onderscheiden. De taferelen op de boogtrommelvlakten werden waarschijnlijk ten tijde van de restauratie aangebracht in neogotische stijl. De kerk bezat een barok hoogaltaar uit 1699, met twee paar getorste zuilen, een altaarstuk met een afbeelding van de aanbidding der herders, en een frontonstuk met twee adoranten (engelen). De zijpoortjes die het altaar flankeerden droegen beelden van Sint Lambertus en de Heilige Katharina. Het eveneens barokke orgel stamde waarschijnlijk uit het eerste kwart van de 18e eeuw. De zijaltaren waren neogotisch. Het Onze Lieve Vrouwe-altaar in de noordelijke zijbeuk dateerde van 1878, het zogenaamde missiealtaar werd in 1885 gemaakt. Dit laatste altaar droeg de houten(?) calvariegroep daterend van vóór 1833, waarschijnlijk het eerste kwart van de 19e eeuw, echter mogelijk ouder namelijk uit de late 16e eeuw. De pijlers droegen houten beelden (altaren) van Antonius, Lucia, Barbara en Anna, het de laatste stammend uit het einde van de 18e eeuw. Verder waren er beelden aanwezig van Maria met kind, Heilig hart, de twaalf apostelen, de Heilige Ambrosius, Carolus Borromeüs, Elisabeth, Gerardus en Antonius. Buiten in een nis bevond zich een houten beeld voorstellende Christus in Nood waarvan de datering onduidelijk is, eerste helft 16e eeuw, dan wel 19e eeuw. De eiken preekstoel uit 1681 had vier zijvlakken met borstbeeldreliëfs van de Zaligmaker, de Heilige Maagd, Sint Lambertus en Johannes de doper. Hij werd gedragen door een met consoles gesteunde vierkante zuil. De vullingen van de trapleuningen bestonden uit houtsnijwerk in de vorm van acanthusbladeren. Het klankbord werd verkleind rond 1885.
Het hardstenen doopvont rustend op een voet met bladmotief, dateert uit het eerste kwart van de 19e eeuw. Het werd afgesloten door een klokvormige koperen deksel bekroond met een kruis.

### Situatie na 1944
Op foto’s van de kerk na het ruimen van het puin zijn de resten van de triomfboog en het gewelf van het koor verdwenen. De restanten van de gewelven van de zijbeuken zijn nog wel aanwezig. Het dak van de zuiderzijbeuk is echter verwijderd. Op de boogtrommelvlakten zijn nog duidelijk de geschilderde taferelen zichtbaar.

### Situatie na herbouw in 1953
Aangezien de vooroorlogse kerk te klein was, werd de nieuwe kerk in westelijke richting uitgebreid met een transept dat aansloot op een robuuste eenvoudige toren met twee geledingen en een ingesnoerde naaldspits. Tegen toren en transept werd aan de noordzijde een doopkapel gebouwd, die later ingericht werd als Mariakapel. Aan de zuidzijde werd de traptoren geplaatst. De uitbreiding versterkte de ruimtelijke werking van de kerk en sloot aan bij de laatgotische architectuur van het schip. Het middelste muurdeel van het koor en de oostelijke muren van de zijbeuken werden voorzien van ramen in dezelfde stijl als de ramen in de belendende muurdelen. In de oostelijke muur van de noordelijke zijbeuk werd het traceerwerk van het oorspronkelijke venster teruggevonden.
Van het oorspronkelijke interieur is door instorten van toren en gewelf weinig overgebleven. Het barokaltaar en het orgel raakten onherstelbaar beschadigd. Onduidelijk is wat met de gewelfschilderingen op de gewelfdelen van de zijbeuken die bleven staan is gebeurd. De zijaltaren bleven gespaard. Ten minste een van deze altaren werd aanvankelijk teruggeplaatst tezamen met het beeld afkomstig van het Onze Lieve Vrouwe-altaar, zoals te zien is op een afbeelding van het interieur van de zuidelijke zijbeuk uit 1955. Waar de zijaltaren zijn gebleven is onbekend. De calvariegroep die deel uitmaakte van het missiealtaar werd aanvankelijk achter in de zuidelijke zijbeuk geplaatst, maar later onder de triomfboog geplaatst. De kuip van de preekstoel werd hersteld en teruggeplaatst op de oorspronkelijke zuil. In 1980 werden drie van de vier panelen er van verwerkt in een nieuw altaar. Het paneel met Sint Lambertus werd verwerkt in een lezenaar. Van de zuil werd een kandelaar gemaakt. Een aantal beelden zijn behouden gebleven, waaronder de houten beelden van Maria met kind en Christus Heilig Hart (beide uit het eind van de 19e eeuw), het Anna beeld en het beeldje van Carolus Borromëus. Ook meerdere gipsen beelden bleven gespaard, waaronder die van de apostelen Petrus en Paulus en Sint Jozef. Mogelijk dat zij vlak voor het opblazen van de toren nog konden worden verwijderd uit de kerk.
Het koor en de westelijke wanden van de zijbeuken werden in 1962 voorzien van gebrandschilderde ramen ontworpen door Joep Nicolas en vervaardigd door glazenier Louis Smeets uit Venlo. Midden jaren tachtig werden nieuwe koperen kroonluchters aangeschaft evenals een orgel afkomstig van een klooster in Maastricht. Het orgel kon na restauratie worden ingezegend in 1986. In 1991 werd de kerk uitgebreid met een gebouw dat dienstdoet als parochiezaal, vergaderruimte, sacristie en dagkapel. In 2010 vond er een uitgebreide renovatie van het exterieur van de kerk plaats. Ter gelegenheid daarvan kwam een boek uit over de geschiedenis van de Lambertuskerk en Helden.

### Interieur
Door het zeer sobere interieur met de eenvoudige geprofileerde pijlers (zonder kapiteel), wordt de hoogtewerking van de ruimte nergens doorbroken en de ruimtelijkheid benadrukt. Dit effect wordt nog versterkt door de naoorlogse uitbreiding. Tezamen met het traceerwerk van de ramen, levert dit een goede indruk op van de basisprincipes van de gotische kerkbouw. Door deze soberheid doet het interieur 'protestants' aan. De weinige, maar fraaie katholieke elementen, zoals de beelden van de calvariegroep bij de triomfboog en de gebrandschilderde ramen met onder andere taferelen uit het leven van de patroonheilige, komen hierdoor nog beter tot hun recht.

### Grafmonumenten
Bij de kerk bevinden zich een vijftiental hardstenen en vier leistenen grafkruisen daterend uit de 17e eeuw. Ze zijn opgenomen in het register van rijksmonumenten onder nummer 392471.